# II Campeonato Nacional Abierto de México
El II Campeonato Nacional Abierto de México 1965 fue una competición de bádminton realizada en noviembre de 1965 en la Ciudad de México.
En el evento de singles varonil, los semi-finalistas fueron: el número uno a nivel Mundial, el danés Erland Kops, el tailandés Channarong Ratanaseangsuang, el norteamericano Don Paup y el mexicano Antonio Rangel. En dichas semifinales, Erland Kops venció a Antonio Rangel (15-2, 15-4), mientras que Channarong Ratanaseangsuang le ganó a Don Paup (15-1, 15-10). En la final, Erland Kops mostró su clase mundial contra Channarong Ratanaseangsuang.
En el dobles varonil, los hermanos Antonio Rangel y Raúl Rangel perdieron en semifinales (15-2, 15-4) contra los futuros ganadores Erland Kops y Don Paup.
En las semifinales del singles femenil, la integrante del equipo campeón en la Uber Cup, la norteamericana Dorothy O´Neil, derrotó a la campeona mexicana Carolina Allier 7-11, 11-8 y 12-11.

## Finalistas
| II Campeonato Nacional Abierto de México 1965 |                                   |                             |       |       |       |
| Categoría                                     | Ganador                           | Finalista                   | Set 1 | Set 2 | Set 3 |
| Singles varonil                               | Erland Kops                       | Channarong Ratanaseangsuang |       |       |       |
| Singles femenil                               | Dorothy O´Neil                    | Janice Dezort               |       |       |       |
| Dobles varonil                                | Erland Kops - Don Paup            |                             |       |       |       |
| Dobles femenil                                | Helen Tibbetts - Tyna Barinaga    |                             |       |       |       |
| Mixtos                                        | Pichai Loaharanu - Helen Tibbetts |                             |       |       |       |